# Mole Valley
Mole Valley är ett distrikt (motsvarande kommun) i grevskapet Surrey i England, Storbritannien. Distriktet har 87 769 invånare (2022). Större orter är Ashtead, Dorking, Great Bookham och Leatherhead. Dessa orter saknar civil parishes, resten av distriktet är indelat i 13 civil parishes. 